# 新迦南 (康乃狄克州)
新迦南是一個位於美國康乃狄克州費爾菲爾德縣的城鎮。

## 地理
新迦南的座標為41°08′48″N 73°29′42″W / 41.14667°N 73.49500°W，而該地的平均海拔高度為105米（即344英尺）。

## 人口
根據2010年美國人口普查的數據，新迦南的面積為58.30平方千米，當中陸地面積為57.30平方千米，而水域面積為1.00平方千米。當地共有人口19738人，而人口密度為每平方千米338人。